# Palmerstown
Palmerstown (in inglese) o Baile Phámar (in irlandese) è una località della Repubblica d'Irlanda. Fa parte della contea di South Dublin, nella provincia di Leinster.